# Jam Master Jay
Jam Master Jay, właściwie Jason William Mizell (ur. 21 stycznia 1965 w Nowym Jorku, zm. 30 października 2002 tamże) – amerykański DJ, producent muzyczny i beatboxer. Był członkiem hip-hopowej grupy Run-D.M.C.

## Życiorys
Mizell urodził się na Brooklynie w Nowym Jorku i przeprowadził się wraz z rodziną do dzielnicy Queens, kiedy miał 10 lat. Grał na basie i perkusji w kilku garażowych kapelach przed przyłączeniem się do Run-D.M.C. Na wszystkich ich albumach grał na keyboardzie, na basie i perkusji jako dodatku do gramofonów. Mizell przez całe życie mieszkał na osiedlu, na którym się wychował. Ufundował 'Scratch DJ Academy’ na Manhattanie dla dzieci interesujących się pracą DJ-a.
W 1989 Mizell założył wytwórnię płytową Jam Master Jay Records, która osiągnęła duży sukces w 1993 za sprawą zespołu Onyx. Zapoznał także Chucka D ze współzałożycielem Def Jam, Rickiem Rubinem. Po osiągnięciu wysokiej pozycji Jason przybrał pseudonim Jay Gambulos, aby uniknąć niechcianej uwagi ze strony mediów.
30 października 2002 Jam Master Jay został zastrzelony w studiu nagraniowym w dzielnicy Queens w Nowym Jorku.